# Bataille de Dettingen
Guerre de Succession d'Autriche
Batailles
- Mollwitz (04-1741)
- Chotusitz (05-1742)
- Sahay (05-1742)
- Prague (06/12-1742)
- Dettingen (06-1743)
- Cap Sicié (02-1744)
- 19 mai 1744
- Menin (05/06-1744)
- Ypres (06-1744)
- Furnes (07-1744)
- Fribourg (11-1744)
- Tournai (04/06-1745)
- Pfaffenhofen (04-1745)
- Fontenoy (05-1745)
- Hohenfriedberg (06-1745)
- Melle (07-1745)
- Gand (07-1745)
- Bruges (07-1745)
- Audenarde (07-1745)
- Termonde (08-1745)
- Ostende (08-1745)
- Nieuport (08/09-1745)
- Ath (09/10-1745)
- Soor (09-1745)
- Hennersdorf (11-1745)
- Kesselsdorf (12-1745)
- Culloden (04-1746)
- Mons (06/07-1746)
- Bruxelles (01/02-1746)
- Namur (09-1746)
- Charleroi (07/08-1746)
- Lorient (09/10-1746)
- Rocourt (10-1746)
- Cap Finisterre (1er) (05-1747)
- Lauffeld (07-1747)
- Bergen-op-Zoom (07/09-1747)
- Cap Finisterre (2e) (10-1747)
- Saint-Louis-du-Sud (03-1748)
- 18 mars 1748
- Maastricht (04/05-1748)

Campagnes italiennes
- Combat de Saint-Tropez (06-1742)
- Camposanto (02-1743)
- Villafranca (04-1744)
- Casteldelfino (07-1744)
- Velletri (08-1744)
- Madonne de l'Olmo (09-1744)
- Bassignana (09-1745)
- Josseau (10-1745)
- Plaisance (06-1746)
- Tidone (08-1746)
- Rottofreddo (08-1746)
- Gênes (1er) (12-1746)
- Gênes (2e) (07-1747)
- Assietta (07-1747)

La bataille de Dettingen oppose le 27 juin 1743, pendant la guerre de Succession d'Autriche, l'armée française du maréchal de Noailles à une armée anglo-hanovrienne commandée par George II, qui remporte une victoire inattendue.
Le champ de bataille est situé près du village de Dettingen, qui se trouve dans l'actuelle commune de Karlstein am Main, au nord de la Bavière, à 10 km au sud-est de Francfort.

## Contexte
Après la défaite subie par l'armée franco-bavaroise à Prague en 1742, le duc de Broglie bat en retraite, et les Autrichiens lancent une offensive en Bavière sous le commandement du prince Charles de Lorraine, beau-frère de Marie-Thérèse. Les places fortes de Bavière capitulent les unes après les autres. Le 9 mai 1743, l'armée bavaroise (général Minuzzi) subit une défaite à Simbach, près de Braunau.
D'autre part, une armée alliée d'environ 50 000 hommes (Britanniques, Hanovriens et Autrichiens), dite pragmatique, commandée par le roi George II, est formée sur le Rhin inférieur après le départ vers la Bohême du maréchal de Maillebois. Au début de 1743, elle s'avance vers le sud.
Une armée française d'environ 70 000 soldats sous les ordres du maréchal de Noailles est rassemblée sur le cours moyen du Rhin pour contrer cette intervention. Elle traverse le Rhin à Spire le 24 avril et s'avance vers le nord-est.

## Manœuvres avant la rencontre

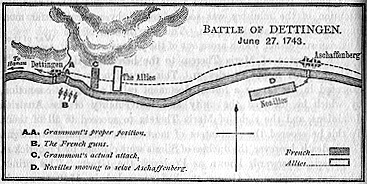
Configuration du champ de bataille.

Le 26 juin, à la suite de mouvements savamment combinés, l'armée française réussit à bloquer celle du roi britannique entre Dettingen et Aschaffenbourg de telle façon qu'il était presque impossible à cette dernière de s'échapper.
George II, dominé dans la manœuvre par des adversaires plus aguerris, se trouve en effet en grand danger entre Aschaffenbourg et Hanau, dans le défilé formé par les collines du Spessart et la rivière Main, n'ayant pas eu de ravitaillement depuis une semaine.

## Déroulement de la bataille
Dans la nuit, les Britanniques essaient de s'échapper par un chemin étroit, passant entre le Main et les coteaux boisés du mont Hahnenkamm (436 mètres, dans les contreforts du Spessart).
Le maréchal de Noailles, informé de ce mouvement, place sur leur chemin le régiment des Gardes françaises dans le village de Dettingen, avec ordre de se maintenir. Il recommande expressément à son neveu le duc de Gramont d'attendre dans cette position que l'ennemi vienne lui-même se livrer.
Les plans du maréchal sont perturbés par un acte d'indiscipline du duc de Gramont. Malgré les avis de tous ceux qui l'entourent, il quitte sa position et s'avance avec son régiment et celui de Noailles pour attaquer l'ennemi dans une plaine appelée le « Champ des Coqs ». Il est suivi à regret par quatre autres brigades.
De cette façon, ces troupes se retrouvent seules face à 50 000 hommes, dont l'énergie est redoublée par l'imminence du péril. De plus, l'artillerie française, établie sur l'autre rive du Main, est obligée de cesser le feu.
Le régiment des Gardes françaises vient le premier au contact mais est, en peu de temps, mis en déroute. Trouvant le défilé par lequel il est venu obstrué par les brigades qui le suivent, ces soldats se jettent dans le Main pour rejoindre le gros de l'armée sur l'autre rive. Sont tués 200 Gardes françaises et 220 blessés. La compagnie des chevau-légers de la Garde royale française est anéantie.
Durant cette bataille, 6 officiers et 60 soldats, du régiment de Chartres, sont tués, et le colonel lieutenant de Balleroy, ainsi que 17 officiers et 110 soldats sont blessés.

## Suites
L'honneur de la victoire alliée revient principalement au général Léopold-Philippe d'Arenberg, qui est blessé dans l’action. George II, témoin de sa bravoure et de l’habileté dont il a fait preuve lui remet le commandement de l'armée quand il la quitte le 1er octobre, pour se rendre dans ses États de Hanovre.
La campagne se termine peu après, le duc de Noailles, ayant fait repasser le Rhin à ses troupes, leur assignant des quartiers d’hiver.

## Mémoire
C'est la dernière fois qu'un roi britannique mène lui-même ses troupes dans la bataille, dont le souvenir est encore célébré, particulièrement à l’Académie royale militaire de Sandhurst.
En honneur de cette victoire, Georg Friedrich Haendel compose son Te Deum de Dettingen.
L'écrivain français Vauvenargues participe à cette bataille en tant que capitaine au régiment du Roi.